# Dassault Mirage 5

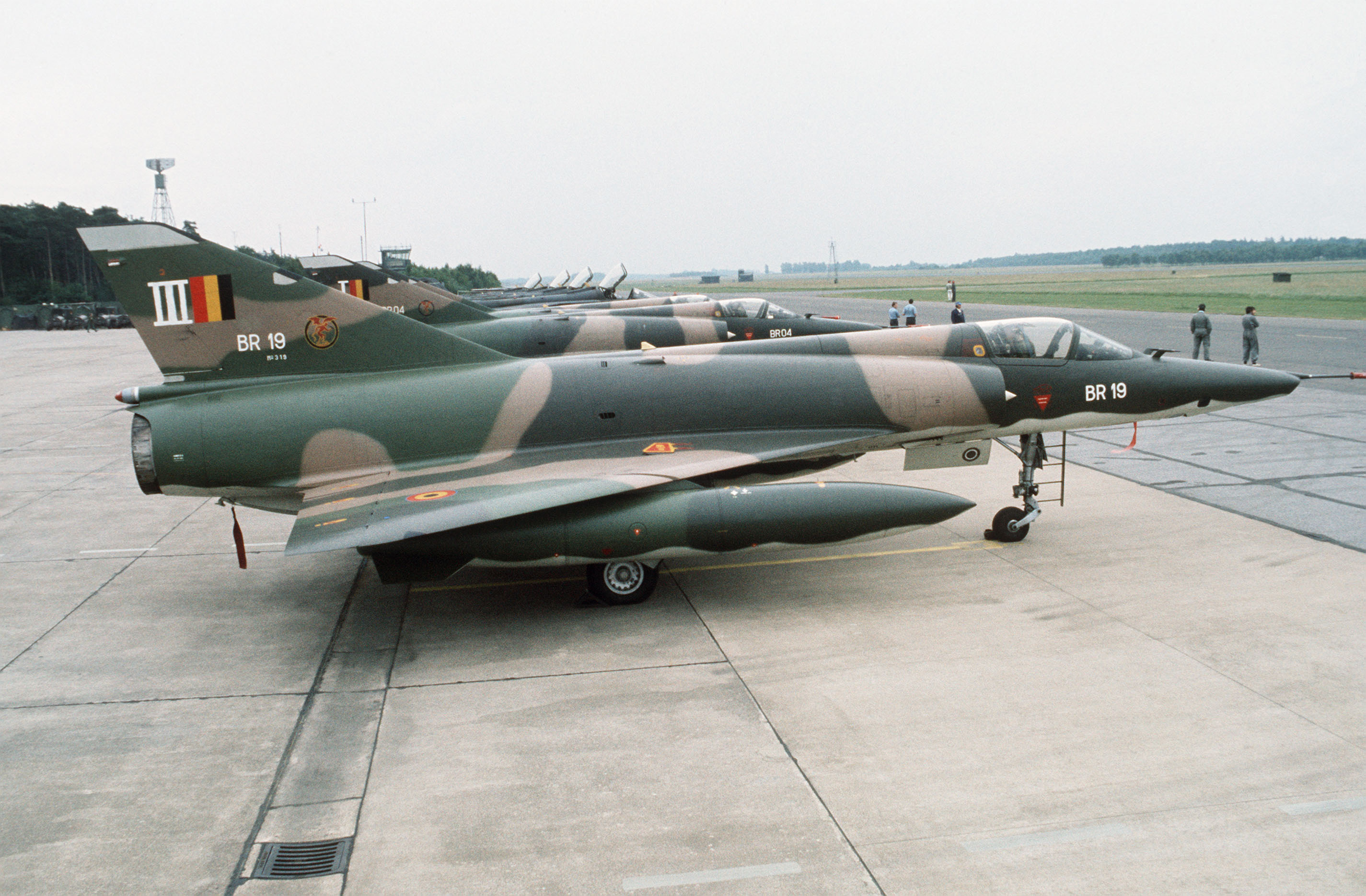
Belgische Mirage 5's (1978).

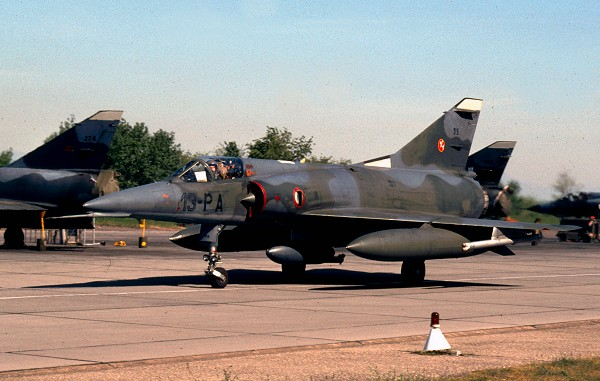
Een Mirage 5F van de Franse luchtmacht.

De Dassault Mirage 5 is een gevechtsvliegtuig van de Franse vliegtuigbouwer Dassault Aviation uit de jaren 1960. Het toestel is onder meer bij de Luchtcomponent van de Belgische Strijdkrachten in dienst geweest. België was met meer dan honderd exemplaren ook de grootste gebruiker van de Mirage 5.
De Mirage 5 werd afgeleid van de succesvolle Dassault Mirage III. Ook werden van de Mirage 5 verdere toestellen afgeleid.

## Geschiedenis
De Mirage 5 werd ontwikkeld op verzoek van de Israëlische luchtmacht.
Omdat het weer in het Midden-Oosten meestal helder is, zag die graag de avionica op de Mirage IIIE achter de cockpit vervangen door grotere brandstoftanks. Op 7 april 1966 plaatste Israël een bestelling van vijftig stuks van het nieuwe toestel.
Vanwege de stijgende spanningen in het Midden-Oosten stelde Frankrijk op 3 juni 1967 een wapenembargo in tegen Israël. Desondanks bleef de Mirage 5-productielijn lopen en tegen 1968 waren alle vijftig toestellen gebouwd. Israël, waarvan de piloten in Frankrijk in opleiding waren, betaalde en vroeg in 1969 de vliegtuigen naar Corsica te sturen voor verdere training. Toen het land ook extra brandstoftanks probeerde te verkrijgen werd Frankrijk achterdochtig en blokkeerde het de zending.
Israëls Mirages werden overgenomen door de Franse luchtmacht en Mirage 5F gedesigneerd. Daarnaast verkreeg Israël toch het toestel. Ze werden in het geheim in stukken naar Israël verscheept en daar in elkaar gezet door Israel Aerospace Industries. Israël noemde de toestellen IAI Nesher (Eagle) en verklaarde ze te hebben gebouwd op basis van verkregen blauwdrukken. In 1973 werden ze voor het eerst en met succes gebruikt in de Jom Kipoeroorlog. Ook werden 61 toestellen verkocht aan Argentinië dat ze Dagger noemde.
De Mirage 5 werd net als de voorganger een succesvol toestel in de export. Er werden verscheidene varianten ontwikkeld naast de originele rol van aanvalsjager-bij-goed-weer. Zo werd opnieuw avionica geïnstalleerd. Er kwam ook een verkenningsversie (5R) en een trainingsvliegtuig (5D) met twee zitplaatsen. Het verschil met de Mirage III was intussen minimaal en in sommige gevallen was het zelfs hetzelfde vliegtuig.
In de jaren 1970 leidde de nieuwe ATAR 9K-50-motor tot de Mirage 50-variant. De leverde betere prestaties en had ook betere avionica maar werd desondanks geen succes daar de Mirage 5 aan het verouderen was. Wel een grote afnemer was Chili dat zowel nieuwe als geüpgradede Franse 5F's kocht. De toestellen werden later gemoderniseerd tot Israëlische IAI Kfir's. In 1990 werd een aantal Venezolaanse Mirage IIIE- en 5's gemoderniseerd tot 50M. Ook een veertigtal Pakistaanse Mirages werd gemoderniseerd onder drie zogenaamde ROSE-programma's. Op Droneport op het industrieterrein te Brustem zit de Mirage BD-09 Restoration Group. Zij hebben de Belgische mirage 5 met nummer BD-09 gekocht en deze volledig gerestaureerd. Deze is nu te bezichtigen op bepaalde opendeurdagen en evenementen.

## Varianten
Deze varianten werden ontwikkeld van de Mirage 5. Elk heeft meerdere
subvarianten met de eigen specificaties van elke koper.
Mirage 5grondaanval.
Mirage 5Rverkenning.
Mirage 5Dtweezits-training.
Mirage 50grondaanval-bommenwerper; verbeterde versie.
De IAI Nesher was Israëls eigen gebouwde variant.
Nesher Sgrondaanval.
Nesher Ttweezits-training.
Dagger ANesher S voor Argentinië.
Dagger BNesher T voor Argentinië.
Finger I
Finger II
FInger III
De IAI Kfir was een Israëlisch ontwerp op basis van de bouwplannen
van de Mirage 5.

## Gebruikers
De Mirage 5 was een wereldwijd succes met afnemers op bijna alle continenten. Sommige namen de toestellen ook over of kregen ze zelfs van andere kopers.
| Land                                     | Jaren        | Totaal | Versies    | Versies        | Versies |
|                                          |              |        | code       | rol            | aantal  |
| ---------------------------------------- | ------------ | ------ | ---------- | -------------- | ------- |
| Verenigde Arabische Emiraten (Abu Dhabi) |              | 32     | AD         | aanval         | 12      |
| Verenigde Arabische Emiraten (Abu Dhabi) | EAD          | 32     | jacht      | 14             |         |
| Verenigde Arabische Emiraten (Abu Dhabi) | DAD          | 32     | training   | 3              |         |
| Verenigde Arabische Emiraten (Abu Dhabi) | RAD          | 32     | verkenning | 3              |         |
| Argentinië                               | 1982+        | 10     |            |                |         |
| België                                   | 1970-1993    | 106    | BA         | aanval         | 63      |
| België                                   | 1970-1993    | 106    | BD         | training       | 16      |
| België                                   | 1970-1993    | 106    | BR         | verkenning     | 27      |
| Chili                                    | 1980-2006    | 34     | FC         |                | 8       |
| Chili                                    | 1980-2006    | 34     | CH         |                | 6       |
| Chili                                    | 1980-2006    | 34     | Elkan      |                | 20      |
| Colombia                                 | 1972+        | 28     | COA        | aanval         | 14      |
| Colombia                                 | 1972+        | 28     | COD        | training       | 2       |
| Colombia                                 | 1972+        | 28     | COR        | verkenning     | 2       |
| Colombia                                 | 1972+        | 28     | COAM       | gemoderniseerd | 10      |
| Egypte                                   | 1972+        | 83     | DE         |                | 20      |
| Egypte                                   | 1972+        | 83     | DD         |                | 5       |
| Egypte                                   | 1972+        | 83     | D          |                | 20      |
| Egypte                                   | 1972+        | 83     | SDE        | jacht          | 32      |
| Egypte                                   | 1972+        | 83     | SDR        | verkenning     | 6       |
| Frankrijk                                | 1972-1994    | 50     | F (J)      | aanval         | 50      |
| Gabon                                    | 1977-1993    | 11     | G          |                | 3       |
| Gabon                                    | 1977-1993    | 11     | G2         |                | 4       |
| Gabon                                    | 1977-1993    | 11     | DG         | training       | 4       |
| Libië                                    | 1971-2003    | 65     | DE         | jacht          | 12 (32) |
| Libië                                    | 1971-2003    | 65     | DD         | training       | 10 (15) |
| Libië                                    | 1971-2003    | 65     | DR         | verkenning     | 10      |
| Libië                                    | 1971-2003    | 65     | D          | aanval         | 33 (53) |
| Pakistan                                 | 1973+        | 62     | PA         | aanval         | 28      |
| Pakistan                                 | 1973+        | 62     | DPA        | training       | 4       |
| Pakistan                                 | 1973+        | 62     | PA2/PA3    |                | 30      |
| Peru                                     | 1970-2002(?) | 34     | PA         | aanval         | 28      |
| Peru                                     | 1970-2002(?) | 34     | DP         | training       | 6       |
| Venezuela                                | 1973+(?)     | 29     | V          | aanval         | 10      |
| Venezuela                                | 1973+(?)     | 29     | DV         | training       | 2       |
| Venezuela                                | 1973+(?)     | 29     | 50 EV      | aanval         | 6 + 10  |
| Venezuela                                | 1973+(?)     | 29     | 50 DV      | aanval         | 1       |
| Congo-Kinshasa                           |              | 17     | M          |                | 14      |
| Congo-Kinshasa                           | DM           | 17     | training   | 3              |         |

## Operationele geschiedenis
De Mirage 5 is ingezet geweest in volgende conflicten:
- 1973: Jom Kipoeroorlog
- 1982: Israëlische invasie van Libanon
- 2007: Conflict in Sri Lanka